# MNK Brotnjo Čitluk
MNK Brotnjo je bosanskohercegovački malonogometni (dvoranski nogomet) klub iz Čitluka.

## Povijest
Klub je osnovan u prosincu 2008. godine. Za prvog predsjednika izabran je Ivan Bevanda, a prvi trener bio je Andrija Sušac. Po osnivanju, klub se uključio u Prvu fustal ligu FBiH Jug. U sezoni 2010./2011. Brotnjo je postao prvak Prve lige FBiH te je igrao u razigravanju za prvaka s MNK Karaka Mostar i KMF Leotar Trebinje.
Brotnjo se trenutačno natječe u Premijer ligi BiH.